# Ronald Ketjijere
Ronald Himeekua Stigga Ketjijere (* 12. Dezember 1987 in Okakarara, Südwestafrika) ist ein namibischer Fußballspieler und mit 74 Einsätzen Rekordnationalspieler seines Landes.
Ketjijere kommt als Mittelfeldspieler zum Einsatz. Während er von 2007 bis 2009 in seinem Heimatland, für UNAM FC und African Stars spielte, wechselte er 2012 für fünf Jahre zur Universitätsmannschaft der University of Pretoria nach Südafrika. 2016 kehrte er zu den African Stars nach Namibia zurück.
2019 beendete er, nach neun Jahren, seine Nationalmannschaftskarriere, nachdem er zu seinen Einsätzen 71 bis 74 beim Afrika-Cup 2019 kam. Er war seit 2011 Mannschaftskapitän. Im August 2023 wurde er von Nationaltrainer Collin Benjamin wieder in die Nationalmannschaft berufen, da er der kompletteste Spieler des Landes sei und große Führungsqualitäten habe.